# Otmar Wassermann
Otmar Wassermann (* 28. Oktober 1934 in Unterschwaningen) ist ein deutscher Toxikologe.

## Biographie
Wassermann wurde 1963 an der Christian-Albrechts-Universität zu Kiel promoviert und 1970 habilitiert. 1974 erhielt er eine außerplanmäßige Professorenstelle an der Universität und wurde kurz darauf Leiter der Abteilung Toxikologie des Universitätsklinikums. 1980 wurde Wassermann Leiter der Untersuchungsstelle für Umwelttoxikologie des Sozialministeriums Schleswig-Holstein, wo er 1984 entlassen wurde. 1987 erhielt er den Bundesnaturschutzpreis sowie die Bodo-Manstein-Medaille des BUND.
Otmar Wassermann wurde bundesweit bekannt durch seine kritischen Aussagen auf Basis seiner toxikologischen Untersuchungen. Er klagte Verursacher von Umweltschäden an, kritisierte die Verzahnung von Politik und Wirtschaft, die verhindere, dass Schadstoffausstoß und Chemieeinsatz stark vermindert werden. Er forderte seiner Ansicht nach notwendige umweltpolitische Handlungen ein, etwa eine drastische Senkung von Grenzwerten in allen Bereichen, die nicht länger „ausgeschöpft“ werden dürften, sondern immer weiter unterboten werden müssten. In diesem Zusammenhang kritisierte er auch das Bundesgesundheitsamt und „Industrie-verbundene“ Toxikologen, die eine möglichst hohe „akzeptable“ Dioxinbelastung der Bevölkerung verteidigen würden, statt diese durch eine möglichst niedrige zu schützen. Teilweise trat Wassermann in öffentlichkeitswirksamen Gerichtsprozessen als Gutachter auf.
1992 leitete Wassermann, der die Kernenergie für „absolut unverantwortlich und nicht handhabbar“ hält, die Expertenkommission Leukämie Schleswig-Holstein, die sich mit Leukämiefällen um das KKW Krümmel befasste.
Wassermann ist ebenfalls ein Kritiker der Müllverbrennung. 1992 führte er Analysen der Abgase solcher Anlagen durch und gab an, eine große Zahl hochtoxischer Substanzen, wie PCB, Phosphorsäureester, Weichmacher und Dioxine gefunden zu haben. Sieben Adsorbenzien für die Abgasuntersuchung hätten sieben verschiedene Ergebnisse hervorgebracht. Die offiziellen Messmethoden für Abgase der Müllverbrennung seien ungeeignet. Der Betrieb von Müllverbrennungsanlagen sei Giftgaskrieg gegen die eigene Bevölkerung. Otmar Wassermann unterstützt Bürgerinitiativen gegen Müllverbrennung und ist Mitglied der Bürgerbewegung für Kryo-Recycling und Kreislaufwirtschaft.
Außerdem kritisiert er die Anwendung quecksilberhaltiger Amalgamfüllungen. Er verfasste gemeinsam mit anderen Toxikologen das 1997 veröffentlichte Kieler Amalgamgutachten.
2000 ging Wassermann in den Ruhestand. Am 9. August 2002 gehörte er zu den Erstunterzeichnern des Freiburger Appells, der u. a. für schärfere Grenzwerte der Strahlungsstärke von Mobilfunkanlagen eintritt.
Stichworte zu Wassermanns Aktivitäten sind:
- Schifffahrtsunglück der Firma Dow Chemical (Frachter Ostsee)
- Störfall 1993 bei der Hoechst AG in Frankfurt, als dessen Folge ein „gelber Regen“ auf Frankfurt-Schwanheim niederging.[6]
- Dioxin- und Ozon-Grenzwerte
- Gewässerverschmutzung in der Nord- und Ostsee
- erhöhte Leukämierate in der Elbmarsch

## Veröffentlichungen
- Otmar Wassermann, u. a.: Die gesellschaftliche Relevanz der Umwelttoxikologie. Wissenschaftszentrum Berlin, 1986.
- Dieser Staat duldet die schleichende Vergiftung. In: stern. Nr. 11. 9. März 1989.
- Otmar Wassermann, Andrejyus Korolkovas: Grundlagen der molekularen Pharmakologie und Arzneimittelentwicklung. Georg Thieme Verlag, Stuttgart 1988.
- Otmar Wassermann, u. a.: Umwelttoxikologie: Aufgaben und Anforderungen. Berlin 1988.
- Otmar Wassermann, u. a.: Die schleichende Vergiftung: Die Grenzen der Belastbarkeit sind erreicht – die Notwendigkeit einer unabhängigen Umwelttoxikologie. Fischer Verlag, Frankfurt am Main 1990.
- Fälschung und Korruption in der Wissenschaft. In: Antje Bultmann, Friedemann Schmithals (Hrsg.): Käufliche Wissenschaft. Droemer Knaur, München 1994, ISBN 3-426-77115-2, S. 196–268.
- Gift übers Land: 77 Argumente gegen Müllverbrennung. AV-Verlag. Augsburg 1991.